# Latin Impressions
| Recensione | Giudizio |
| ---------- | -------- |
| AllMusic   | [ 1 ]    |

Latin Impressions è un album discografico del chitarrista jazz statunitense Charlie Byrd, pubblicato dalla casa discografica Riverside Records nel settembre del 1962.
Reduce dal successo dell'album Jazz Samba, il chitarrista ripercorre le tematiche stilistiche del latin jazz e della bossa nova.

## Tracce

### LP
Lato A
1. The Duck (O Pato) – 5:30 (Jayme Silva, Neuza Teixeira)
2. Amor Flamengo – 2:04 (Laurindo Almeida)
3. Azul Tiple – 3:32 (Charlie Byrd)
4. Cancion di Argentina (Argentine Folksong) – 2:02 (Tradizionale)
5. Carnaval (tema dal film Orfeo negro) – 2:34 (Luiz Bonfá, Hugo Peretti, Luigi Creatore, George David Weiss)
6. Homage a Villa Lobos – 3:14 (Charlie Byrd)

Lato B
1. Bogota – 3:48 (Ricardo Romero)
2. Mexican Song No. 2 – 2:46 (Manuel Ponce)
3. Mexican Song No. 1 – 0:56 (Manuel Ponce)
4. Samba de Uma Nota Só – 2:54 (Antônio Carlos Jobim, Newton Mendonça)
5. Galopera (Acualero Asuncena) – 2:11 (Mauricio Cardoso Ocampo)
6. Vals (Opus 8, No. 4) – 5:32 (Agustín Barrios)

## Musicisti
The Duck (O Pato) / Azul Tiple / Carnaval (Theme from Black Orpheus) / Homage a Villa Lobos / Bogota / Samba de Uma Nota Só
- Charlie Byrd - chitarra, tiple
- Gene Byrd - chitarra, contrabbasso
- Keter Betts - contrabbasso
- Bill Reichenbach - batteria

Amor Flamengo / Cancion di Argentina (Argentine Folksong) / Mexican Song No. 2 / Mexican Song No. 1 / Galopera (Acualero Asuncena) / Vals (Opus 8, No. 4)
- Charlie Byrd - chitarra (solo)

Note aggiuntive
- Orrin Keepnews e Ed Michel - produttori
- Registrazione (e mastering) effettuata il 18 aprile 1962 al Plaza Sound Studios di New York City, New York (Stati Uniti)
- Ray Fowler - ingegnere delle registrazioni
- Ken Deardoff - design album originale
- Steve Schapiro - fotografia retrocopertina album originale
- Barry Galbraith - note retrocopertina album originale[3]